# The Island Years
The Island Years es el primer álbum en directo de la banda estadounidense de thrash metal Anthrax, lanzado al mercado en 1994 a través de Megaforce Worldwide/Island Entertainment.
En la canción "Bring the Noise", Anthrax aaparecen acompañados de Public Enemy.

## Lista de canciones
- Todas las canciones compuestas por Anthrax, excepto donde se indique lo contrario.

1. "Efilnikufesin (N.F.L.)" – 6:59
2. "A.I.R." – 4:35
3. "Parasite" (Ace Frehley) – 2:52
4. "Keep It in the Family" – 7:05
5. "Caught in a Mosh" – 5:26
6. "Indians" – 6:59
7. "Antisocial" (Bernie Bonvoisin, Norbert Krief) – 6:38
8. "Bring the Noise" (Anthrax, Carl Ridenhour, Hank Shocklee, Eric "Vietnam" Sadler) – 7:38
9. "I Am the Law" (Anthrax, Danny Lilker) – 6:04
10. "Metal Thrashing Mad" (Neil Turbin, Dan Spitz, Scott Ian, Lilker, Charlie Benante) – 2:46
11. "In My World" – 6:36
12. "Now It's Dark" – 5:48

- Pista de uno a ocho se grabaron en Irvine Meadows, California el 19 de octubre de 1991.
- Pista de nueve a doce se grabaron en Electric Lady Studios el 28 de enero de 1992.

## Personal
- Joey Belladonna – voz
- Dan Spitz – guitarra líder
- Scott Ian – guitarra rítmica
- Frank Bello – bajo
- Charlie Benante – batería